# Liste der Baudenkmäler in Bärnau

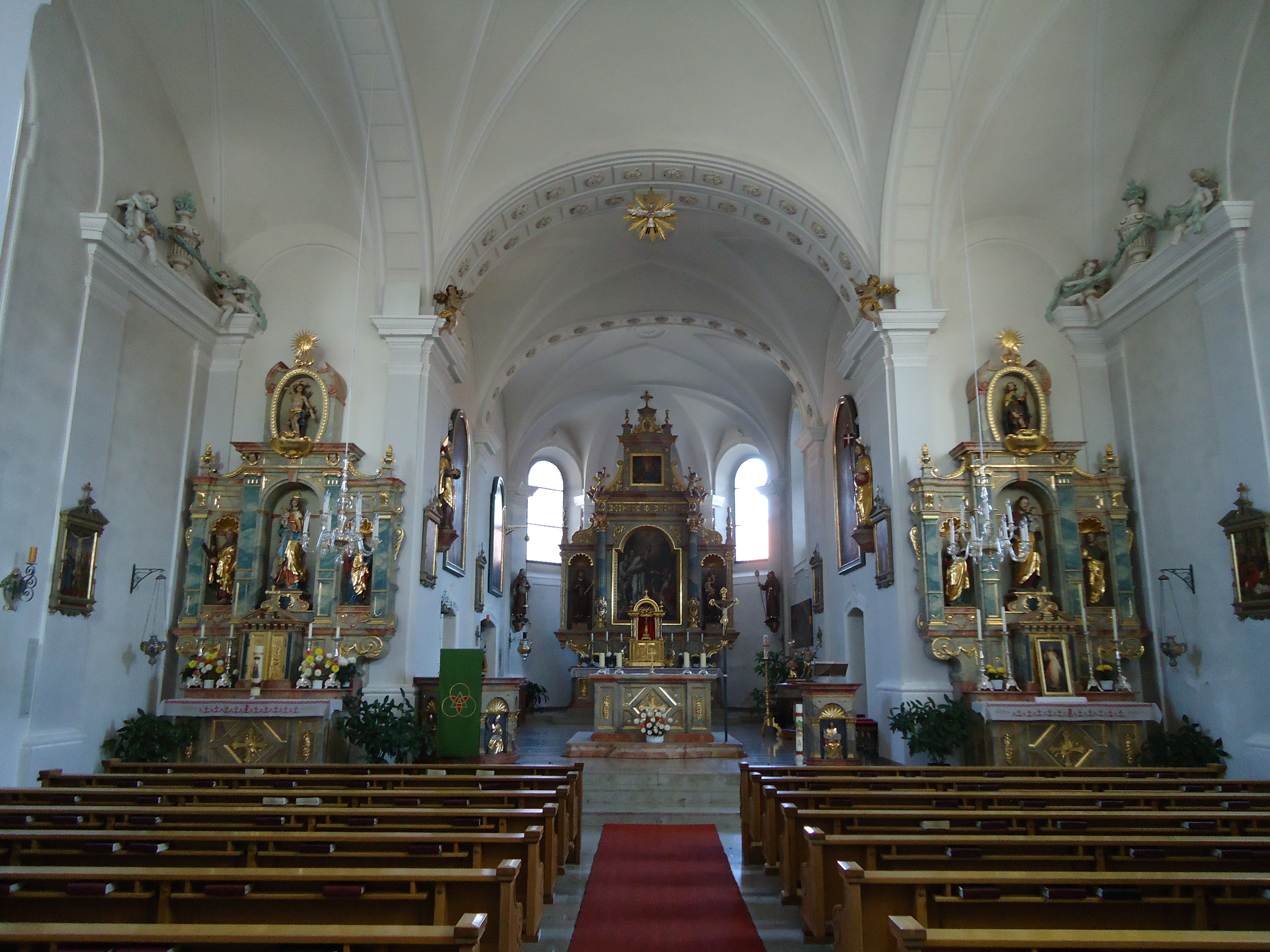
Sankt Nikolaus Bärnau, Innenansicht

Auf dieser Seite sind die Baudenkmäler in der Oberpfälzer Stadt Bärnau zusammengestellt. Diese Tabelle ist eine Teilliste der Liste der Baudenkmäler in Bayern. Grundlage ist die Bayerische Denkmalliste, die auf Basis des Bayerischen Denkmalschutzgesetzes vom 1. Oktober 1973 erstmals erstellt wurde und seither durch das Bayerische Landesamt für Denkmalpflege geführt wird. Die folgenden Angaben ersetzen nicht die rechtsverbindliche Auskunft der Denkmalschutzbehörde.

## Ensembles

### Ensemble Altstadt Bärnau
Das Ensemble umfasst den mittelalterlichen Stadtgrundriss einschließlich Graben und Mauern mit der im Wesentlichen nach den Stadtbränden von 1839 und 1869 erneuerten Bebauung.
Der Grundriss der auf einer flachen Bergkuppe gelegenen Kernstadt entspricht einem Oval, das einen längsgezogenen Straßenmarkt als Zentrum aufweist. Das bereits 1343 durch Ludwig den Bayern mit Stadt- und Marktrechten ausgestattete, an der Goldstraße nach Böhmen gelegene Bärnau wurde durch Kaiser Karl IV. nochmals privilegiert und erhielt im 14. Jahrhundert eine Stadtbefestigung, deren Graben und Ummauerung sich in Teilen erhalten haben.
Der Wiederaufbau nach 1839 und 1869 prägte mit seinen zweigeschossigen, traufseitigen Ackerbürger- und Handwerkerhäusern, die nur durch Brandmauern voreinander getrennt sind, Platz- und Straßenbilder der Stadt. Aus dem Gleichmaß der verputzten bürgerlichen Bauten mit ihren rundbogigen, häufig gerahmten Tordurchfahrten ragt die nach dem Brand von 1808 wiederaufgebaute Pfarrkirche St. Nikolaus hervor. Am Marktplatz setzt das palaisartige Rathaus von 1898 einen vornehmen städtebaulichen Akzent.
Aktennummer: E-3-77-112-1.

## Stadtbefestigung
Die ehemalige Stadtmauer mit bewehrten Tordurchlässen und einem Rechteckturm im Südwesten ist bald nach Verleihung des Stadtrechts 1343 entstanden, wurde 1622 zum Teil wiederaufgebaut, ab dem 19. Jahrhundert ist sie zunehmend verfallen.
Erhaltene Teilstücke der Stadtmauer aus Hau- und Bruchsteinmauerwerk verlaufen entlang der Anwesen:
- Silberstraße 7
- Pfarrgasse 13 und 15
- Schloßhof 1, 3
- sowie Bärengässe 6, 8, 10, 12

Erhaltene Teilstücke der Zwingermauer aus Hau- und Bruchsteinmauerwerk im Norden und Osten verlaufen entlang der Anwesen
- Lohgasse 3, 5, 7, 9
- sowie Pfarrgasse 5, 9 und 11

Aktennummer: D-3-77-112-48.

## Baudenkmäler nach Ortsteilen

### Bärnau

#### Im Ensemble
| Lage                                   | Objekt                                                                                               | Beschreibung | Akten-Nr.              | Bild                                                                                                 |
| -------------------------------------- | --- | --- | ---------------------- | --- |
| Bachgasse 1 (Standort)                 | Ehemaliges Ackerbürgerhaus                                                                           | Zweigeschossiger, verputzter Massivbau mit Krüppelwalmdach, Sohlbankgesims und Tordurchfahrt sowie angeschlossenem Stallteil mit Einfahrt, um 1840, Doppelflügeltür letztes Drittel 19. Jahrhundert. | D-3-77-112-49 Wikidata | BW                                                                                                   |
| Bachgasse 7 (Standort)                 | Wohnhaus                                                                                             | Zweigeschossiger, verputzter Massivbau mit Sohlbankgesims und Granitgewänden, um 1840. | D-3-77-112-50 Wikidata | BW                                                                                                   |
| Bachgasse 40 (Standort)                | Wohnhaus                                                                                             | Zweigeschossiger, traufständiger und verputzter Massivbau mit Satteldach, Tordurchfahrt und geohrten Fensterlaibungen, im Kern 18. Jahrhundert, Wiederaufbau mit Segmentbogenfenstern im Obergeschoss, um 1840. | D-3-77-112-51 Wikidata | BW                                                                                                   |
| Bischof-Senestrey-Straße 2 (Standort)  | Wohnhaus                                                                                             | Zweigeschossiger, traufständiger und verputzter Massivbau mit Satteldachbau und Tordurchfahrt, um 1840. | D-3-77-112-1 Wikidata  | BW                                                                                                   |
| Bischof-Senestrey-Straße 3 (Standort)  | Wohnhaus                                                                                             | Zweigeschossiger, traufständiger und verputzter Massivbau mit Satteldach, geohrten Fensterfaschen und gerahmter Nische im Obergeschoss, 18. Jahrhundert. | D-3-77-112-2 Wikidata  | Wohnhaus                                                                                             |
| Bischof-Senestrey-Straße 4 (Standort)  | Wohnhaus                                                                                             | Zweigeschossiger, traufständiger und verputzter Massivbau mit Satteldach, Tordurchfahrt und Sohlbankgesims, bezeichnet mit „1841“. | D-3-77-112-3 Wikidata  | Wohnhaus                                                                                             |
| Bischof-Senestrey-Straße 5 (Standort)  | Ehemaliges Weberhaus                                                                                 | Zweigeschossiger, traufständiger und verputzter Massivbau mit Satteldach, im Kern 18. Jahrhundert, Wiederaufbau um 1840. | D-3-77-112-55 Wikidata | BW                                                                                                   |
| Bischof-Senestrey-Straße 6 (Standort)  | Wohnhaus                                                                                             | Zweigeschossiger, traufständiger und verputzter Massivbau mit Satteldach, Türsturz bezeichnet mit „1787“, innen bezeichnet mit „1789“. | D-3-77-112-4 Wikidata  | Wohnhaus                                                                                             |
| Bischof-Senestrey-Straße 9 (Standort)  | Wohnhaus                                                                                             | Zweigeschossiger, verputzter Massivbau in Ecklage und zweifach abgewinkelt, mit Satteldach und geohrten Fensterfaschen, 18. Jahrhundert, erneuert um 1840. | D-3-77-112-5 Wikidata  | BW                                                                                                   |
| Bischof-Senestrey-Straße 10 (Standort) | Wohnhaus                                                                                             | Zweigeschossiger, traufständiger und verputzter Massivbau mit Frackdach und geohrten Granitfaschen, neubarock, bezeichnet mit „1840“. | D-3-77-112-6 Wikidata  | Wohnhaus                                                                                             |
| Bischof-Senestrey-Straße 12 (Standort) | Wohnhaus                                                                                             | Zweigeschossiger, verputzter Massivbau in Ecklage, mit Frackdach und teils geohrten Fensterfaschen, um 1840. | D-3-77-112-56 Wikidata | Wohnhaus                                                                                             |
| Bischof-Senestrey-Straße 14 (Standort) | Ehemaliges Ackerbürgerhaus und Geburtshaus des Regensburger Bischofs Ignaz von Senestrey (1818–1906) | Zweigeschossiger, verputzter Massivbau über hakenförmigem Grundriss und in Ecklage, mit Satteldach und geohrten Fensterfaschen, östlich mit Stall- und Remisenteil, in neubarocken Bauformen, um 1840, im Kern älter. | D-3-77-112-7 Wikidata  | Ehemaliges Ackerbürgerhaus und Geburtshaus des Regensburger Bischofs Ignaz von Senestrey (1818–1906) |
| Lohgasse 5 (Standort)                  | Ehemaliges Tagelöhnerhaus                                                                            | Eingeschossiger, traufständiger und verputzter Massivbau mit Satteldach und Granitlaibungen, um 1840. | D-3-77-112-58 Wikidata | BW                                                                                                   |
| Marktplatz (Standort)                  | Kriegerdenkmal für die Gefallenen des Ersten Weltkriegs                                              | Von Reichskreuz bekrönte, dornenumkränzte Säule auf Postament, umfangen von Brunnenbecken, Granit, 1922. | D-3-77-112-10 Wikidata | Kriegerdenkmal für die Gefallenen des Ersten Weltkriegs                                              |
| Marktplatz (Standort)                  | Statue heiliger Johann Nepomuk                                                                       | Sandsteinfigur auf hohem Postament, Granit, bezeichnet mit „1722“. | D-3-77-112-9 Wikidata  | weitere Bilder                                                                                       |
| Marktplatz 1 (Standort)                | Rathaus                                                                                              | Palaisartiger, zweigeschossiger Massivbau über hakenförmigem Grundriss, mit Walm- und Satteldach, Mittelrisalit mit Segmentbogengiebel, Balkon, Werksteingliederungen und Tordurchfahrt, historistisch, 1898. | D-3-77-112-11 Wikidata | BW                                                                                                   |
| Marktplatz 15 (Standort)               | Wohnhaus                                                                                             | Zweigeschossiger, traufständiger und verputzter Massivbau mit Satteldachbau, teils geohrten Granitfaschen und Tordurchfahrt, um 1840, im Kern älter. | D-3-77-112-13 Wikidata | Wohnhaus                                                                                             |
| Marktplatz 16 (Standort)               | Wohnhaus                                                                                             | Zweigeschossiger, traufständiger und verputzter Massivbau mit Satteldach und Tordurchfahrt, bezeichnet mit „1822“. | D-3-77-112-14 Wikidata | Wohnhaus                                                                                             |
| Pfarrgasse 2 (Standort)                | Katholische Pfarrkirche Sankt Nikolaus                                                               | Dreischiffige, gestaffelte Hallenkirche, verputzter Massivbau mit Satteldach und eingezogenem, dreiseitig geschlossenem Chor, Turm aus unverputztem Quadermauerwerk mit Spitzhelm im südlichen Chorwinkel, 1733 von Philipp Mühlmayer und Johann Georg Diller, 1808, 1839/40 und 1872 nach Bränden erneuert; mit Ausstattung. | D-3-77-112-16 Wikidata | weitere Bilder                                                                                       |
| Pfarrgasse 5 (Standort)                | Katholischer Pfarrhof                                                                                | Zweigeschossiger, traufständiger und verputzter Massivbau mit Satteldach und Stichbogengewänden, Sockel-, Sohlbank- und Traufgesims mit Konsolfries aus Werkstein, um 1840. | D-3-77-112-17 Wikidata | Katholischer Pfarrhof                                                                                |
| Pfarrgasse 11 (Standort)               | Wohnhaus                                                                                             | Zweigeschossiger, verputzter Massivbau mit Satteldach, Ecktürmchen mit Spitzhelm und teils geohrten Gewänden, bezeichnet mit „1801“, Umbau mit Putzgliederung zweite Hälfte 19. Jahrhundert. | D-3-77-112-18 Wikidata | Wohnhaus                                                                                             |
| Pfarrgasse 15 (Standort)               | Zweigeschossiger Walmdachbau mit seitlicher Hofdurchfahrt                                            | Steinerne Fenster- und Türgewände, bezeichnet mit „1787“. | D-3-77-112-19 Wikidata | Zweigeschossiger Walmdachbau mit seitlicher Hofdurchfahrt                                            |
| Philipp-Mühlmayer-Straße 8 (Standort)  | Ehemaliges Ackerbürgerhaus                                                                           | Eingeschossiger, traufständiger und verputzter Massivbau mit Satteldach und Tordurchfahrt, um 1840. | D-3-77-112-62 Wikidata | BW                                                                                                   |
| Schloßhof 1 ()                         | Ehemaliges Schulhaus                                                                                 | zweigeschossiger verputzter Satteldachbau mit stichbogigen Fenstern und pultdachgedeckter Abortanbau über Gewölbekellern des abgegangenen Pflegschlosses, 1894/95 | D-3-77-112-78          | |
| Silberstraße 15 (Standort)             | Katholische Kapelle Maria Hilf                                                                       | Verputzter und dreiseitig geschlossener Massivbau mit Satteldach und Dachreiter, 1834; mit Ausstattung. | D-3-77-112-22 Wikidata | BW                                                                                                   |

#### Außerhalb des Ensembles
| Lage                                   | Objekt                                                                            | Beschreibung | Akten-Nr.              | Bild                                                                              |
| -------------------------------------- | --------------------------------------------------------------------------------- | --- | ---------------------- | --------------------------------------------------------------------------------- |
| Bahnhofstraße 19 (Standort)            | Ehemalige Mühle                                                                   | Im Kern 18. Jahrhundert, erneuert um 1840: Mühlhaus, eingeschossiger, verputzter Massivbau mit Halbwalmdach und westlich angeschlossenem Verbindungsbau, ehemals mit Tordurchfahrt; Remise, zweigeschossiger Satteldachbau, hofseitig geöffnet. | D-3-77-112-52 Wikidata | BW                                                                                |
| Bahnhofstraße 30 (Standort)            | Ehemaliger Bahnhof der Lokalbahn Bärnau–Tirschenreuth                             | Empfangsgebäude, zweigeschossiger Massivbau mit Walmdach, Risalit und Hausteingliederung, 1906; Güterhalle, eingeschossiger, holzverschalter Satteldachbau, 1906. | D-3-77-112-53 Wikidata | BW                                                                                |
| Kapellenweg 11 (Standort)              | Katholische Kirche St. Elisabeth, sogenannte Kappel                               | Saalbau, verputzter Massivbau mit Krüppelwalmdach, polygonalem Schluss und Dachreiter, 1656, das Rundbogenportal bezeichnet mit „1731“; mit Ausstattung. | D-3-77-112-8 Wikidata  | weitere Bilder                                                                    |
| Philipp-Mühlmayer-Straße 11 (Standort) | Katholische Friedhofskapelle Sankt Michael                                        | Saalbau, verputzter Massivbau mit schindelgedecktem Halbwalmdach und Dachreiter, nach Brand 1770 errichtet; mit Ausstattung; erhaltene Teilstücke der Friedhofsmauer, Anlage von 1590; historische Grabmäler; Friedhofskreuz, Eisen, um 1900. | D-3-77-112-20 Wikidata | BW                                                                                |
| Tachauer Straße 2 (Standort)           | Ehemaliges Kommunbrauhaus, jetzt Museum                                           | Eingeschossiger, verputzter Massivbau mit Satteldach, Stufengiebeln, rückwärtigem Risalit, hohen Segmentbogenfenstern und Werksteingliederung, um 1840. | D-3-77-112-47 Wikidata | BW                                                                                |
| Tachauer Straße 4 (Standort)           | Wohnhaus                                                                          | Zweigeschossiger Massivbau mit Satteldach und Putzgliederung und östlich angeschlossenem Wirtschaftsflügel, um 1840; über weitverzweigter Felsenkelleranlage. | D-3-77-112-65 Wikidata | BW                                                                                |
| Tachauer Straße 72 (Standort)          | Wohn- und Aussichtsturm, sogenannter Grenzlandturm                                | Zweigeschossiger, massiver Rundbau mit Glockenhaube mit tannenzapfenförnigen Turmknauf, hohem Sockelgeschoss aus unverputztem Quadermauerwerk und Balkon. Die vier eingelassenen neuromanischen Steinreliefs nach Bertel Thorvaldsen stellen die vier Jahreszeiten dar. Gestufte Mauerzunge, gleichzeitig. Erbaut von Franz Xaver Mayer im Jahre 1913; Gedenkstein, Stele mit antikisierendem Merkur-Relief, 1923.   | D-3-77-112-46 Wikidata | Wohn- und Aussichtsturm, sogenannter Grenzlandturm                                |
| Wiesenstraße (Standort)                | Bildstock                                                                         | Schaft mit kreuzbekrönter Laterne, Granit, bezeichnet mit „1715“. | D-3-77-112-23 Wikidata | BW                                                                                |
| Wieskapelle; Zulitze (Standort)        | Katholische Wallfahrtskirche zum Gegeißelten Heiland, sogenannte Steinberg-Kirche | Saalbau, weitgehend verputzter Massivbau mit eingezogenem Chor, Walmdach und Dachreiter, von Thomas Mühlmayer, 1763–68, Westportal bezeichnet mit „1765“, Chorerweiterung und Sakristeianbau 1818/19; mit Ausstattung; Bildstock, Granitstele mit Blechrelief, um 1900; Kreuzweg mit vierzehn Stationen, Granitstelen mit Blechreliefs, gleichzeitig; zur Wallfahrtskirche führend; Allee, den Kreuzweg flankierend. | D-3-77-112-24 Wikidata | Katholische Wallfahrtskirche zum Gegeißelten Heiland, sogenannte Steinberg-Kirche |

### Ahornberg
| Lage                                    | Objekt                                   | Beschreibung | Akten-Nr.              | Bild |
| --------------------------------------- | ---------------------------------------- | --- | ---------------------- | ---- |
| Bei Ahornberg 6, Ahornberg 9 (Standort) | Bunkeranlage mit zwei MG-Schartenständen | Vertieft in die Erde eingelassen, Stahlbeton, bezeichnet mit „1935“, ein weiterer Schartenstand zugehörig, siehe Liste der Baudenkmäler in Mähring. | D-3-77-112-67 Wikidata | BW   |

### Altglashütte
| Lage                       | Objekt                                                  | Beschreibung | Akten-Nr.              | Bild |
| -------------------------- | ------------------------------------------------------- | --- | ---------------------- | ---- |
| Altglashütte 11 (Standort) | Ehemaliges Kleinbauernhaus                              | Wohnstallbau, eingeschossiger, verputzter Massivbau mit Satteldach, gestuftem, holzverschaltem Giebel und Umschrot, im Inneren bezeichnet mit „1753“. | D-3-77-112-45 Wikidata | BW   |
| In Altglashütte (Standort) | Kriegerdenkmal für die Gefallenen des Ersten Weltkriegs | Kreuzbekrönter Obelisk, Granit, nach 1918. | D-3-77-112-27 Wikidata | BW   |
| In Altglashütte (Standort) | Ortskapelle                                             | Verputzter Massivbau mit Satteldach und Dachreiter, um 1900; mit Ausstattung.                                                                         | D-3-77-112-26 Wikidata | BW   |

### Bartmühle
| Lage                   | Objekt          | Beschreibung | Akten-Nr.              | Bild |
| ---------------------- | --------------- | --- | ---------------------- | ---- |
| Bartmühle 1 (Standort) | Ehemalige Mühle | Wohnhaus, zweigeschossiger Satteldachbau, Wappentafel, bezeichnet mit „1596“, Inschriftentafel, bezeichnet mit „1862“, Umbauten im 19. und 20. Jahrhundert. | D-3-77-112-28 Wikidata | BW   |

### Ellenfeld
| Lage                    | Objekt      | Beschreibung | Akten-Nr.              | Bild |
| ----------------------- | ----------- | --- | ---------------------- | ---- |
| Ellenfeld 16 (Standort) | Ortskapelle | Verputzter Massivbau mit Satteldach, Dreiseitschluss und Granitportal, wohl 1876; mit Ausstattung; Kriegerdenkmal für die Gefallenen des Ersten Weltkriegs, Pfeiler mit bekrönendem Soldatenrelief, Granit, nach 1918. | D-3-77-112-29 Wikidata | BW   |

### Grün
| Lage               | Objekt    | Beschreibung                                                                   | Akten-Nr.              | Bild |
| ------------------ | --------- | ------------------------------------------------------------------------------ | ---------------------- | ---- |
| In Grün (Standort) | Bildstock | Ionische Säule mit Laternenaufsatz und Kreuz, am Sockel bezeichnet mit „1723“. | D-3-77-112-30 Wikidata | BW   |

### Heimhof
| Lage                 | Objekt     | Beschreibung                                                                                           | Akten-Nr.              | Bild           |
| -------------------- | ---------- | --- | ---------------------- | -------------- |
| Heimhof 1 (Standort) | Hofkapelle | Holzbau mit Latten-Leistern-Verschalung, Satteldach und vorkragendem Giebel, um 1920; mit Ausstattung. | D-3-77-112-31 Wikidata | weitere Bilder |

### Hermannsreuth
| Lage                        | Objekt                  | Beschreibung | Akten-Nr.              | Bild |
| --------------------------- | ----------------------- | --- | ---------------------- | ---- |
| Hermannsreuth 19 (Standort) | Ortskapelle Sankt Maria | Verputzter Massivbau mit Satteldach, Dreiseitschluss und profiliertem Portal, neugotisch, zweite Hälfte 19. Jahrhundert; mit Ausstattung. | D-3-77-112-32 Wikidata | BW   |

### Hohenthan
| Lage                                   | Objekt                                                        | Beschreibung | Akten-Nr.              | Bild                                       |
| -------------------------------------- | ------------------------------------------------------------- | --- | ---------------------- | ------------------------------------------ |
| Alte Dorfstraße 7 (Standort)           | Pfarrhof, ehemaliger Ökonomiepfarrhof des Klosters Waldsassen | Dreiseithof. Pfarrhaus (Südflügel), zweigeschossiger, verputzter Massivbau über hohem Kellergeschoss, mit Satteldach, geohrten Fensterfaschen und Eckpilastern, wohl von Philipp Muttone, durch Steintafel mit Abtswappen bezeichnet mit „1752“; Stallanbau, eingeschossiger Massivbau mit einseitig abgewalmtem Satteldach, im Dachwerk bezeichnet mit „1761“; Stadel (Ostflügel), holzverschalter Ständerbau mit Satteldach und Doppelflügeltüren, wohl Ende 18. Jahrhundert; Ökonomiegebäude (Westflügel), zweigeschossiger Backsteinbau mit Satteldach, 19. Jahrhundert; barocke Hofmauer aus Bruchstein, mit pfeilergerahmter Einfahrt und Pforte. | D-3-77-112-34 Wikidata | BW                                         |
| Alte Dorfstraße 9 (Standort)           | Ehemaliges Schul- und Mesnerhaus                              | Zweigeschossiger, verputzter Massivbau mit Satteldach und Granitlaibungen, erste Hälfte 19. Jahrhundert. | D-3-77-112-70 Wikidata | BW                                         |
| Alte Dorfstraße 9 a (Standort)         | Katholische Pfarrkirche Sankt Bartholomäus                    | Saalbau, verputzter Massivbau mit Satteldach und Strebepfeilern, 1729 von Philipp Mühlmayer, Westturm mit Laternenzwiebelhaube von 1786, Umbau mit Anbau des Langhauses als Oktogonalbau und Erneuerung des Chors 1933/34; mit Ausstattung; Kirchhofummauerung, zum Teil 18. Jahrhundert; im Kirchhof Säulenbildstock mit Figur des heiligen Sebastian, Granit, erste Hälfte 18. Jahrhundert, teilweise erneuert. | D-3-77-112-33 Wikidata | Katholische Pfarrkirche Sankt Bartholomäus |
| Am Birkl 2 (Standort)                  | Ehemaliges Forsthaus                                          | Eingeschossiger Sichtziegelbau mit Kniestock und Schopfwalmdach, spätes 19. Jahrhundert. | D-3-77-112-69 Wikidata | BW                                         |
| Am Mühlbach/Alte Dorfstraße (Standort) | Kriegerdenkmal für die Gefallenen des Ersten Weltkriegs       | Anlage mit Bayerischem Löwen auf hohem Postament mit Reliefs, bezeichnet mit „1923“, erweitert durch zwei kreuzbekrönte Stelen für die Gefallenen des Zweiten Weltkriegs, Stein, nach 1945. | D-3-77-112-68 Wikidata | BW                                         |

### Kaltenmühle
| Lage                     | Objekt             | Beschreibung                                                                                            | Akten-Nr.              | Bild |
| ------------------------ | ------------------ | --- | ---------------------- | ---- |
| Kaltenmühle 6 (Standort) | Ehemalige Schmiede | Eingeschossiger, verputzter Massivbau mit Halbwalmdach und Toreingang, zweites Viertel 19. Jahrhundert. | D-3-77-112-35 Wikidata | BW   |

### Schwarzenbach
| Lage                        | Objekt                                                  | Beschreibung | Akten-Nr.              | Bild |
| --------------------------- | ------------------------------------------------------- | --- | ---------------------- | ---- |
| Hauptstraße (Standort)      | Zwei Feldkreuze und Fragment eine Feldkreuzes           | Granit, nachmittelalterlich. | D-3-77-112-40 Wikidata | BW   |
| Hauptstraße 8 (Standort)    | Ehemaliges Pfarrhaus                                    | Zweigeschossiger, verputzter Massivbau mit Satteldach, Eckpilastern mit eingelassener Wappentafel, geohrten Granitgewänden und Figurennische, wohl von Philipp Muttone, um 1750/51; Christusfigur auf Postament, Granit, bezeichnet mit „1739“. | D-3-77-112-37 Wikidata | BW   |
| Hauptstraße 12 (Standort)   | Katholische Pfarrkirche Sankt Michael                   | Wandpfeilerkirche, Massivbau mit einfacher Putzgliederung, eingezogenem Rechteckchor und Turm mit Laternenzwiebelhaube von Philipp Mühlmayer, 1723; mit Ausstattung; Kirchhofmauer, verputztes Bruchsteinmauerwerk, zum Teil 18. Jahrhundert.   | D-3-77-112-36 Wikidata | BW   |
| Nähe Hauptstraße (Standort) | Kriegerdenkmal für die Gefallenen des Ersten Weltkriegs | Granitaufbau mit Obelisk, um 1920, mit Inschriftentafel für Gefallene des Zweiten Weltkriegs. | D-3-77-112-38 Wikidata | BW   |
| Kellerbühl (Standort)       | Wegkapelle                                              | Unverputzter Granitwerksteinbau mit Satteldach, geschweiftem Giebel und Pilastergliederung, bezeichnet mit „1779“; mit Ausstattung. | D-3-77-112-39 Wikidata | BW   |

### Silberhütte
| Lage                     | Objekt                                            | Beschreibung | Akten-Nr.     | Bild |
| ------------------------ | ------------------------------------------------- | --- | ------------- | ---- |
| Silberhütte 3 (Standort) | Ausflugslokal, sogenanntes Schutzhaus Silberhütte | Holzständerbau auf Steinsockel mit flachem Satteldach, 1932 eineinhalbgeschossig nach Plänen von Joseph Linhardt, zweigeschossiger Anbau mit flachem Satteldach 1939, Aufstocken des Halbgeschosses zum Vollgeschoss 1957, Instandsetzungen 1969–72 und 2008 | D-3-77-112-77 | BW   |

### Stöberlhof
| Lage                      | Objekt      | Beschreibung                                                 | Akten-Nr.              | Bild |
| ------------------------- | ----------- | ------------------------------------------------------------ | ---------------------- | ---- |
| Paulusbrunnweg (Standort) | Feldkapelle | Verputzter Massivbau mit Satteldach, spätes 19. Jahrhundert. | D-3-77-112-25 Wikidata | BW   |

### Thanhausen
| Lage                            | Objekt                                     | Beschreibung | Akten-Nr.              | Bild |
| ------------------------------- | ------------------------------------------ | --- | ---------------------- | ---- |
| Nähe Bärnauer Straße (Standort) | Säulenbildstock mit kugelbekrönter Laterne | Granit, bezeichnet mit „1716“. | D-3-77-112-43 Wikidata | BW   |
| Schloßplatz 1 (Standort)        | Ehemaliges Schloss                         | Zweigeschossiger, verputzter Massivbau mit Satteldach, Eckturm, korbbogiger Tordurchfahrt und Pilastergliederung, in barocken Formen, nach Brand von 1787 erbaut; Ökonomiegebäude, eingeschossiger, verputzter Massivbau über hohem Kellergeschoss, mit Walmdach, bezeichnet mit „1780“; Mauer mit Rundbogentor, um 1800. | D-3-77-112-42 Wikidata | BW   |
| Schloßplatz 3 (Standort)        | Kapelle Sankt Joseph                       | Saalbau, verputzter Massivbau mit Satteldach, nach Brand von 1787 errichtet, bezeichnet mit „1791“, rückseitige Bauteile bezeichnet mit „1770“, Ostturm mit Laternenzwiebelhaube Ende 19. Jahrhundert; mit Ausstattung.                                                                                                   | D-3-77-112-41 Wikidata | BW   |

### Wendern
| Lage                 | Objekt      | Beschreibung | Akten-Nr.              | Bild |
| -------------------- | ----------- | --- | ---------------------- | ---- |
| Wendern 8 (Standort) | Ortskapelle | Verputzter Massivbau mit Satteldach, schlichter Putzgliederung und Granitportal, bezeichnet mit „1893“; mit Ausstattung. | D-3-77-112-44 Wikidata | BW   |

## Ehemalige Baudenkmäler
In diesem Abschnitt sind Objekte aufgeführt, die früher einmal in der Denkmalliste eingetragen waren, jetzt aber nicht mehr. Objekte, die in anderem Zusammenhang also z. B. als Teil eines Baudenkmals weiter eingetragen sind, sollen hier nicht aufgeführt werden. Aktennummern in diesem Abschnitt sind ehemalige, jetzt nicht mehr gültige Aktennummern.

| Lage                            | Objekt                | Beschreibung          | Akten-Nr.              | Bild |
| ------------------------------- | --------------------- | --------------------- | ---------------------- | ---- |
| Bärnau Schloßgasse 2 (Standort) | Steinernes Türgewände | Bezeichnet mit „1841“ | D-3-77-112-21 Wikidata | BW   |

## Abgegangene Baudenkmäler
In diesem Abschnitt sind Objekte aufgeführt, die früher einmal in der Denkmalliste eingetragen waren, jetzt aber nicht mehr existieren, z. B. weil sie abgebrochen wurden. Aktennummern in diesem Abschnitt sind ehemalige, jetzt nicht mehr gültige Aktennummern.

| Lage                                         | Objekt                     | Beschreibung | Akten-Nr.              | Bild |
| -------------------------------------------- | -------------------------- | --- | ---------------------- | ---- |
| Bärnau Philipp-Mühlmayer-Straße 1 (Standort) | Ehemaliges Ackerbürgerhaus | Eingeschossiger, traufständiger und verputzter Massivbau mit Satteldach und Tordurchfahrt, um 1840. | D-3-77-112-61 Wikidata | BW   |
| Ahornberg Ahornberg 9 (Standort)             | Dreiseithof                | Wohnstallhaus, eingeschossiger Massivbau mit Satteldach und holzverschaltem Giebel; Stadel, holzverschalter Satteldachbau; Schupfen, Satteldachbau, frühes 19. Jahrhundert. Zufahrtsweg entfernt, Gebäude abgebrochen | D-3-77-112-66 Wikidata | BW   |